# Personaggi di Ranma ½

La famiglia Tendo-Saotome con l'aggiunta di Tatewaki Kuno

Questa è la lista dei personaggi di Ranma ½, manga di Rumiko Takahashi. Gli stessi compaiono anche nella serie televisiva anime e nelle altre opere derivate.

## Personaggi principali

### Famiglia Saotome

#### Ranma Saotome
Ranma Saotome (早乙女 乱馬?, Saotome Ranma) è il protagonista della serie manga ed anime Ranma ½, dal quale viene preso il nome per il titolo. Grande praticante di arti marziali, Ranma è l'unico figlio di Genma e Nodoka Saotome. Viene portato via da casa dal padre all'età di due anni circa per iniziare un periodo di allenamento durante il quale il ragazzo deve perfezionare le sue abilità nelle arti marziali. In Cina, arrivano in un luogo di allenamento chiamato Jusenkyo, le sorgenti maledette: se una persona dovesse malauguratamente cadere in una di queste sorgenti, questa si trasformerebbe in qualsiasi cosa fosse caduta nella sorgente la prima volta, e potrebbe riacquistare il proprio aspetto solo bagnandosi con l'acqua calda. Inconsapevole, Ranma cade nella Nyannichuan o sorgente della ragazza annegata, trasformandosi in una bella ragazza dai capelli rossi. È fidanzato con Akane Tendo per volontà dei propri genitori: sebbene faccia sempre arrabbiare Akane, la protegge sempre quando è necessario, poiché è innamorato di lei, ma non lo ammette (a volte per orgoglio e altre volte per timidezza). Ranma può essere arrogante, meschino e irrispettoso, poiché incline a vantarsi e lanciare insulti. Nonostante questi difetti, è generalmente amichevole e premuroso, e ha un'estrema paura dei gatti (ailurofobia) dovuta ad un assurdo e pericoloso tentativo di addestramento da parte di suo padre.

#### Genma Saotome
Genma Saotome (早乙女 玄馬?, Saotome Genma) è il padre di Ranma, un uomo dall'età compresa tra i 40 e i 45 anni. In gioventù è stato insieme a Soun Tendo un allievo di Happosai, dal quale ha appreso lo stile delle arti marziali indiscriminate. Inoltre ha lasciato la moglie Nodoka con la promessa che non sarebbe tornato prima di essere riuscito a far diventare Ranma un vero uomo; per questo, fin dalla più tenera età del figlio, ha girato con lui il mondo per allenarlo come degno successore della sua scuola di arti marziali. Conduce inavvertitamente Ranma ad allenarsi alle fonti maledette di Jousenkyo, e finisce per cadere nella sorgente del panda annegato. Da allora l'acqua fredda lo trasforma in un enorme panda gigante. Per il puro interesse personale di ereditare la palestra, Genma combina con l'amico Soun una promessa di matrimonio per i rispettivi figli; questo accordo fatto senza il loro consenso sarà una delle cose che all'inizio causerà tra Ranma e Akane i maggiori litigi. Genma è meschino, bugiardo e inaffidabile, sempre pronto a sfruttare il figlio per ottenerne un tornaconto personale. Predica spesso il dovere e l'onore come artista marziale, ma è il primo a non dare il buon esempio. Di solito cerca di fuggire da qualsiasi problema che ha causato o in cui è coinvolto rifilando la questione a Ranma o trasformandosi apposta in panda, che può comunicare solo con cartelli, per evitare le sue responsabilità. Anche se di solito è troppo pigro o spaventato per mostrarlo, Genma è un esperto artista marziale. La maggior parte delle sue tecniche di lotta sono ridicole e consistono ad esempio nell'ingraziarsi il nemico o nel distrarlo per poi darsela a gambe o colpirlo a tradimento. 
È doppiato in giapponese da Ken'ichi Ogata (serie animata 1989) e Chō (serie animata 2024) e in italiano da Michele Kalamera (doppiaggio Dynamic Italia, ep. 1-30), Vittorio Di Prima (doppiaggio Dynamic Italia, ep. 31-125, film e OAV), Toni Orlandi (doppiaggio CRC) e Alessandro Budroni (serie animata 2024).

#### Nodoka Saotome
Nodoka Saotome (早乙女 のどか?, Saotome Nodoka) è la madre di Ranma e la moglie di Genma. Ella accetta di far partire Ranma e Genma per il loro viaggio di addestramento e di non immischiarsi nell'educazione del figlio, ma si fa promettere dal marito che avrebbe fatto diventare il ragazzo un "vero uomo", altrimenti avrebbero dovuto compiere seppuku, con la stessa Nodoka come esecutrice. A tal fine porta sempre con sé un enorme fardello di forma allungata, contenente una katana. Per tenere fede alla promessa Nodoka è vissuta lontano dai due per dieci anni, ma la voglia di rivedere il figlio la porta infine a tornare a Furinkan. Genma è spaventato all'idea che Nodoka possa scoprire che suo figlio è stato trasformato in una donna, quindi per evitare di andare incontro al fatale destino lui e Ranma fanno di tutto per nascondersi dalla donna, fingendosi sempre soltanto una ragazza ("Ranko", o "Ranka" nella versione censurata) e un panda. Quando infine Nodoka viene a conoscenza della verità decide comunque di non fare nulla, e di considerare la promessa adempiuta in quanto dirà che Ranma "malgrado il suo aspetto è un maschio". In seguito i tre vanno a vivere insieme e ricompongono la loro famiglia. È doppiata in giapponese da Masako Ikeda e in italiano da Lorenza Biella (doppiaggio Dynamic Italia e OAV) e Stefania Romagnoli (doppiaggio CRC).

### Famiglia Tendo

#### Akane Tendo
Akane Tendo (天道 あかね?, Tendō Akane) è la co-protagonista della serie. È la figlia minore di Soun Tendo e ha 16 anni. Le sue sorelle maggiori sono Nabiki e Kasumi. Akane è estremamente testarda, competitiva, impulsiva, permalosa, litigiosa e violenta, ma al contempo è una ragazza ingenua, altruista, romantica e dolce. Si sente regolarmente inferiore alle altre ragazze e alle pretendenti di Ranma in bellezza, attività femminili e abilità di combattimento, e per questo si sforza di eccellere in tutto, ma è generalmente sbadata tranne che per i compiti e alcune attività sportive come il pattinaggio artistico su ghiaccio e la pallavolo. È abile nelle arti marziali e ha una straordinaria forza fisica. Per via di un accordo con Genma Saotome, la sua famiglia la sceglie come promessa sposa di Ranma e per portare avanti la tradizione del dojo di famiglia. Nonostante siano ufficialmente fidanzati, tra lei e Ranma si instaura un rapporto conflittuale: apparentemente i due non si sopportano e non fanno che litigare, tuttavia, con il proseguire della serie, il suo affetto per lui diventa sempre più conscio e visibile, nonostante mantenga la sua solita ritrosia. Lo stesso, d'altronde, vale per Ranma, che per prendersi gioco di lei la definisce brutta, un maschiaccio e priva di sex appeal. Nonostante cerchi di nasconderlo, è molto legata a Ranma, come si evince dalla forte gelosia nei suoi confronti: non sopporta di vederlo insieme ad altre ragazze e, ogni volta che accade, salta immediatamente alle conclusioni, picchiandolo nella maggior parte di queste circostanze, anche di fronte alla sua buona fede. Sebbene Ranma tenti spesso di sminuirla, Akane è una bella ragazza ed è piuttosto popolare tra i ragazzi, tra cui Tatewaki Kuno e Ryoga, che sono perdutamente innamorati di lei. È doppiata in giapponese da Noriko Hidaka e in italiano da Stella Musy (doppiaggio Dynamic Italia), Antonella Baldini (doppiaggio CRC) e Ludovica Bebi (serie animata 2024).

#### Soun Tendo
Soun Tendo (天道 早雲?, Tendō Sōun) è il capofamiglia dei Tendo, un uomo di età compresa tra i 40 e i 45 anni, padre di Kasumi, Nabiki e Akane. È una persona di buon cuore, sincera ed emotiva, capace di piangere anche per delle sciocchezze. Rimasto vedovo, ha la responsabilità di occuparsi da solo delle sue tre figlie: per questo è estremamente protettivo nei loro confronti e diventa triste se il loro affetto è in dubbio. In gioventù è stato insieme a Genma Saotome un allievo di Happosai, dal quale ha appreso lo stile delle arti marziali indiscriminate. In seguito ha edificato la palestra Tendo e ne è diventato il maestro. Il suo desiderio è però quello di lasciarla in dote a colui che sposerà una delle sue figlie, e a tal fine si accorda con Genma per promettere in sposi i loro figli Akane e Ranma sperando che con il tempo tra i due nasca un amore. Protettivo e indiscreto, tende ad arrabbiarsi ogni volta che sospetta che Ranma stia tradendo Akane o che in altro modo la stia trattando male, e si impiccia spesso dei loro affari, causando contrasti tra i due. È doppiato in giapponese da Ryūsuke Ōbayashi (serie animata 1989) e Akio Ōtsuka (serie animata 2024) e in italiano da Romano Malaspina (doppiaggio Dynamic Italia, ep. 1-30), Giovanni Petrucci (doppiaggio Dynamic Italia; ep. 32-125, film e OAV), Luciano Marchitiello (doppiaggio CRC) e Stefano Alessandroni (serie animata 2024).

#### Nabiki Tendo
Nabiki Tendo (天道 なびき?, Tendō Nabiki) è la secondogenita di Soun Tendo. Ha 17 anni ed è la sorella di Akane e Kasumi. Ha i capelli castani corti a caschetto e un senso della moda più stravagante delle sorelle (predilige vestiti casual di stile maschile). Nonostante sia una bella ragazza, è un'inguaribile strozzina, interessata solo al profitto personale e appassionata di soldi. È intelligente, arguta, calma, fredda, manipolatrice, avara e orgogliosa di essere più femminile di Akane. Nell'anime è generalmente più morbida rispetto al manga. Non pratica le arti marziali e le importa poco del dojo della sua famiglia. Fa tutto il necessario per guadagnare soldi e lo fa indipendentemente dalle circostanze. Non esita a ricorrere al ricatto per denaro e scatta foto di sua sorella Akane e di Ranma ragazza per venderle a Tatewaki Kuno e ad altri compagni di scuola. Nel corso della storia stringe uno strano rapporto con Tatewaki, arrivando a chiedergli yen per ogni cosa che fa. È doppiata in giapponese da Minami Takayama e in italiano da Georgia Lepore (doppiaggio Dynamic Italia), Emanuela D'Amico (doppiaggio CRC) e Camilla Marcucci (serie animata 2024).

#### Kasumi Tendo
Kasumi Tendo (天道 かすみ?, Tendō Kasumi) è la figlia primogenita di Soun Tendo e la sorella maggiore di Nabiki e Akane. Ha 19 anni e dopo la morte della madre è lei che si occupa principalmente di portare avanti la casa. È la più alta delle tre sorelle, bella e dai lunghi capelli castani raccolti in una coda di cavallo. Kasumi è calma, tranquilla e molto gentile, apparentemente incapace di istinti negativi o di arrabbiarsi e raramente sembra turbata dagli eventi turbolenti che la circondano. A volte dà saggi consigli, dopo aver fatto osservazioni azzeccate. È una persona affidabile che si occupa di tutte le faccende domestiche in casa Tendo. Non sembra interessata a una relazione, ma è amata segretamente dal dottor Tofu. È doppiata in giapponese da Kikuko Inoue e in italiano da Francesca Guadagno (doppiaggio Dynamic Italia), Beatrice Margiotti (doppiaggio CRC) e Luna Iansante (serie animata 2024).

## Comprimari
Quella che segue è una lista di personaggi ricorrenti in molte avventure di Ranma ½, che in molte storie rivestono anche ruoli da protagonista o co-protagonista. I personaggi sono inseriti in ordine di apparizione nel manga.

### Tatewaki Kuno
Tatewaki Kuno (九能 帯刀?, Kuno Tatewaki) è il capitano del club di kendō del liceo Furinkan e leader indiscusso della scuola prima dell'arrivo di Ranma. È il fratello maggiore di Kodachi e il figlio del preside Kuno. Proveniente da una famiglia molto ricca, ha un ego smisurato, coniando per sé stesso il soprannome il "Tuono blu della scuola superiore Furinkan", e quando parla usa sempre un tono altezzoso e regale. La sua megalomania si esprime anche tramite la sua incapacità di concepire che una qualsiasi ragazza possa non essere innamorata di lui, o per il fatto che, nonostante le continue sconfitte per mano di Ranma, è sempre sicuro delle sue capacità, credendo di non essere in grado di perdere. Ciononostante è cortese ed educato. Tatewaki è perdutamente innamorato sia di Akane, sia di quella che chiama "la ragazza col codino", la quale, a sua insaputa, altri non è che Ranma in versione femminile. Per via del suo fidanzamento con Akane è ossessionato dall'odio verso Ranma, che sfida regolarmente. Kuno è uno straordinario spadaccino che brandisce una spada di legno, capace di distruggere interi muri e tronchi d'albero con lo spostamento d'aria causato dai suoi movimenti rapidi. In un'intervista pubblicata su Kappa Magazine n. 55, Takahashi dichiarò che il personaggio aveva rischiato di sparire dopo poche puntate dall'inizio della serie, perché l'autrice lo aveva trovato ingestibile, ma che alla fine era contenta di non averlo eliminato. È doppiato in giapponese da Hirotaka Suzuoki (serie 1989), Kōji Tsujitani (ep. 83-84, 86 e OAV 2008) e Tomokazu Sugita (serie animata 2024) e in italiano da Christian Iansante (doppiaggio Dynamic Italia), Pierluigi Astore (doppiaggio CRC) e Emanuele Ruzza (serie animata 2024).

### Ryoga Hibiki
Ryoga Hibiki (ひびき?, Hibiki Ryoga) è un coetaneo di Ranma, anch'egli artista marziale. Appare come un tipo ingenuo, un po' scorbutico e con tendenze depressive, ma anche di buon cuore e timido, con uno stile di vita nomade. È perdutamente innamorato di Akane Tendo, ma troppo timido per dichiararsi. Inoltre, il suo pessimo senso dell'orientamento lo induce a perdersi anche nei percorsi più brevi e lineari, facendo spesso interi giri del paese prima di arrivare a destinazione. Rivale e amico di lunga data di Ranma, decide di inseguirlo fino alle sorgenti maledette per sfidarlo, ma nel maldestro tentativo di raggiungerlo finisce in una delle fonti dove affogò un maialino nero, trasformandosi in esso ogni volta che si bagna con l'acqua fredda. In forma di maiale è chiamato P-chan. Di questa condizione si vergogna profondamente, ma ne approfitta per stare vicino ad Akane come animale domestico, potendo così dormire con lei e farsi coccolare. Conquista invece involontariamente Akari Unryu, un'altra ragazza che, essendo appassionata di maiali, lo apprezza ancora di più quando viene a conoscenza di questa sua trasformazione. Ryoga indossa sempre una fascia leopardata; sulla fronte quando è in forma umana, al collo quando è P-chan. Dopo Ranma è il più forte tra i ragazzi della storia, tanto da essere in grado di sfondare a mani nude e con estrema facilità asfalti, pietre e muri di mattoni, senza farsi male né graffiarsi. Porta con sé un ombrello pesantissimo, che utilizza come arma da difesa e d'attacco. I suoi attacchi caratteristici sono: la tecnica dell'esplosione/tecnica dello tsubo detonatore (bakusai tenketsu), con cui riesce a stabilire in quale punto fondamentale colpire con un dito una pietra o un altro oggetto voluminoso per farlo esplodere; e il colpo del leone (shishi hoko dan), un attacco energetico alimentato dalla tristezza, la depressione, l'invidia e la rabbia profonda. È doppiato in giapponese da Kōichi Yamadera e in italiano da Riccardo Rossi (doppiaggio Dynamic Italia), Sergio Luzi (doppiaggio CRC) Fabrizio Mazzotta (come P-chan, doppiaggio Dynamic Italia) e Alessandro Campaiola (serie animata 2024).

### Kodachi Kuno
Kodachi Kuno (九能 小太刀?, Kuno Kodachi) è la sorella minore di Tatewaki e la figlia del preside Kuno. Frequenta una prestigiosa scuola privata femminile: il Liceo femminile Sant'Hebereke (聖ヘベレケ女学院?, Kiyoshi Hebereke Jogakuin, lett. "Liceo femminile Sant'Ubriacone"), tradotto nel primo anime come Istituto femminile San Bacco e lasciato in originale nel remake, ed è il capitano della squadra di ginnastica. Viene chiamata anche la "Rosa Nera" per la sua bellezza e al contempo temibilità, e per via del suo caratteristico modo teatrale di uscire di scena lasciando dietro di sé una scia vorticosa di petali di rose nere accompagnate da una risata stridula e maniacale. Kodachi è una campionessa di ginnastica ritmica-marziale. Il suo stile di combattimento è basato sull'agilità, le acrobazie e gli attrezzi della ginnastica ritmica, come palle, clavette, cerchi, nastri e corde. Considerata la più maliziosa tra le corteggiatrici di Ranma, è una ragazza vanitosa, scaltra, astuta, manipolatrice e piuttosto tenace, che ricorre spesso a trucchi e scorrettezze in combattimento come armi truccate, esplosivi e narcotici. Proprio come suo fratello, ha un talento per il drammatico, spesso parla con un'aria raffinata, è squilibrata e non è a conoscenza della maledizione di Ranma. Si è innamorata a prima vista di Ranma ragazzo (che l'aveva salvata da una caduta) e farebbe di tutto per conquistarlo. Odia profondamente sia Akane che Ranma trasformato in ragazza, con le quali si scontra spesso in combattimento. È doppiata in giapponese da Saeko Shimazu (serie 1989) e Ayane Sakura (serie 2024) e in italiano da Cinzia De Carolis (doppiaggio Dynamic Italia), Beatrice Margiotti (doppiaggio CRC) e Martina Felli (serie 2024).

### Shampoo
Shampoo (珊璞?, Shampu), Shan-Pu nella versione italiana del manga, è una ragazza cinese dai lunghi capelli a Odango appartenente a una tribù di donne guerriere. In passato è stata sconfitta da Ranma sia in versione femminile (della quale si sarebbe dovuta vendicare uccidendola) sia maschile (del quale invece si è conseguentemente innamorata). Tornata poi in Cina confusa dall'aver scoperto che si trattava della stessa persona, senza aver portato a termine né la missione di uccidere il suo avversario, né di sposare il suo amato, è stata punita dalla bisnonna Cologne con un allenamento, che l'ha fatta cadere in una delle sorgenti maledette; da allora a contatto con l'acqua fredda si trasforma in una gattina rosa. Decide di tornare in Giappone con la bisnonna per vincere il cuore dell'amato e diventa una delle pretendenti di Ranma. Per guadagnarsi da vivere in Giappone gestisce un ristorante cinese assieme a Cologne e consegna ramen in bicicletta. Shampoo è amichevole con i clienti del ristorante, ma anche audace, disinibita e strategica, e sa dimostrarsi tanto affettuosa e passionale con Ranma quanto spietata o severa con i seccatori. Per conquistare Ranma o anche solo uscire con lui, Shampoo non esita a ricorrere spesso a trucchi, ricatti o oggetti magici. Odia Akane per via del suo fidanzamento con Ranma, e per lo stesso motivo è in rivalità con molti altri personaggi femminili, con i quali non esita a combattere in modi più o meno leali. Mousse è perdutamente innamorato di lei, anche se Shampoo risponde con odio o indifferenza al suo amore. A causa della sua origine cinese Shampoo parla in modo semplificato, ignorando l'uso di pronomi personali. Nella versione italiana del manga usa molte parole cinesi, come ni-hao (ciao) o zai-jian (arrivederci), e nell'anime originale parla con cadenza cinese, sostituendo alla "r" la "l", e chiamando Ranma, Lanma. Pratica le arti marziali di Joketsu ed è abile sia nel combattimento corpo a corpo che nell'uso delle armi tradizionali cinesi. Esclusa Ranma femmina, è la ragazza più forte della serie. È doppiata in giapponese da Rei Sakuma e in italiano da Ilaria Stagni (doppiaggio Dynamic Italia), Isabella Guida (doppiaggio CRC) e Veronica Cuscusa (serie 2024).

### Cologne
Cologne (コロン?, Koron), chiamata più spesso "Vecchia" o "Nonnina" nel manga e Obaba, un'espressione giapponese equivalente, nell'anime, è la bisnonna di Shampoo. È una donna molto anziana: nel manga ha più di 118 anni, mentre nell'anime intorno ai 300 anni. Di statura bassa, si sposta tenendosi aggrappata a un bastone che funge da trampolo e che a volte usa come arma. Fa parte della tribù cinese Joketsuzoku. È un'esperta maestra delle arti marziali di Joketsu e anche di molte altre discipline come tradizioni arcane, cucina, mitologia cinese e artefatti magici. È l'unica artista marziale della serie la cui abilità rivaleggia con quella di Happosai: i due sono eterni rivali, si scopre infatti che una volta Happosai le spezzò il cuore e successivamente lei lo respinse. Dopo aver punito la nipotina Shampoo facendola cadere in una sorgente maledetta per aver fallito la propria missione di uccidere Ranma, Cologne la accompagna in Giappone a Nerima, dove si stabiliscono e aprono un ristorante. Fa di tutto perché Ranma, che chiama sempre "futuro marito", sposi la nipote e occasionalmente gli insegna nuove tecniche o lo aiuta a uscire dai guai. È doppiata in giapponese da Miyoko Asō e Mayama Ako (serie animata 2024) e in italiano da Isa Di Marzio (doppiaggio Dynamic Italia, ep. 1-50 e film), Francesca Palopoli (doppiaggio Dynamic Italia, ep. 51-125 e OAV) e Stefania Romagnoli (doppiaggio CRC).

### Mousse
Mousse (ムース?, Mūsu) è un combattente cinese follemente innamorato di Shampoo sin dall'infanzia. Non può però sfidarla e conquistarla perché già sconfitto da lei, nonostante all'epoca avessero solo tre anni. Ha gravi problemi di vista e ciò lo obbliga a utilizzare occhiali molto spessi, ma spesso li tiene nascosti all'interno delle sue vesti o appoggiati sulla fronte, il che gli rende impossibile distinguere cose e persone. Mousse è un grande esperto di esplosivi ed è considerato uno specialista in armi segrete, che nasconde ovunque su di sé: dalle ampie maniche del suo vestito sa tirare fuori una scorta inesauribile di oggetti di vario genere, particolarmente con catena e da lancio, che scaglia a ripetizione contro i suoi nemici. A contatto con l'acqua fredda si trasforma in un'anatra chiamata Moo Moo; in questa forma, conserva sia la capacità di nascondere e di lanciare molti tipi di armi sia i suoi incredibili problemi visivi. Per seguire la sua amata Shampoo, Mousse si trasferisce in Giappone. Qui sviluppa una forte gelosia nei confronti di Ranma, in quanto oggetto esclusivo delle attenzioni di Shampoo, e non esita più volte a cercare di eliminarlo. È doppiato in giapponese da Toshihiko Seki e in italiano da Francesco Bulckaen (doppiaggio Dynamic Italia), Edoardo Nordio (doppiaggio CRC) e Fabrizio Mazzotta (come Moo Moo, doppiaggio Dynamic Italia).

### Happosai
Happosai (八宝斎?, Happosai) è il maestro di Genma Saotome e Soun Tendo. È un anziano esperto di arti marziali giapponesi, maestro della scuola indiscriminata di arti marziali, alto meno di un metro e di circa 400 anni. Egoista, incorreggibile, molesto e di animo malvagio, è un maniaco pervertito e un inguaribile ladro di biancheria intima femminile: fa continue incursioni negli spogliatoi dei club e dei gruppi sportivi femminili, e nottetempo ruba continuamente anche la biancheria stesa ad asciugare. Dopo aver ritrovato i suoi discepoli si stabilisce come un parassita in casa Tendo. La sua grande esperienza ne fa un guerriero quasi imbattibile. Per via del suo comportamento è disprezzato dalla maggior parte dei personaggi, che tuttavia lo temono per via della sua forza. Combatte spesso contro Ranma, dato che i due si odiano visceralmente: Happosai non perdona a Ranma il suo successo con le donne ed il continuo rifiuto delle sue avance quando trasformato, mentre il giovane odia i modi da maniaco dell'anziano maestro e il suo continuo tentativo di tramutarlo in ragazza per poi abusarne, tanto da chiamarlo sempre "vecchiaccio" o "vecchio maniaco". È doppiato in giapponese da Ichirō Nagai e Kazuhiko Inoue (serie animata 2024) e in italiano da Nino Scardina (doppiaggio Dynamic Italia e film) e Pierluigi Astore (doppiaggio CRC).

### Ukyo Kuonji
Ukyo Kuonji (久遠寺 右京?, Kuonji Ukyo) è una ragazza giapponese, chef di okonomiyaki e amica d'infanzia di Ranma, che lui chiama affettuosamente Ucchan. Per la maggior parte, Ukyo è affascinante, determinata, affidabile e orgogliosa di quello che fa. Da bambina lavorava insieme al padre in un chiosco mobile di okonomiyaki. Incontrò il piccolo Ranma in uno dei suoi viaggi di addestramento insieme al padre Genma, il quale, pur di ottenere il carretto degli okonomiyaki, le promise la mano di suo figlio, ma infranse subito la promessa e fuggì via rubando il chiosco e abbandonando la ragazza. Dopo anni trascorsi comportandosi come un ragazzo e allenandosi costantemente per vendicarsi del torto subito, i due adolescenti si rincontrano e Ukyo tenta di sfogare la sua frustrazione su Ranma attaccandolo. Dopo che Ranma la riconosce e si scusa, Ukyo ritrova l'amore per il ragazzo e la speranza di sposarlo, sebbene Ranma la consideri solo una buona amica, ma a differenza delle altre sue corteggiatrici, i suoi complotti per conquistarlo sono meno violenti e più efficaci. Da allora si stabilisce nella città di Ranma e prende in gestione un piccolo ristorante. Con Akane di solito va d'accordo, nonostante la rivalità in amore. Lo stile di combattimento di Ukyo è uno stile ereditato da suo padre basato sulla preparazione del cibo e ricorda i modelli ninja. Porta sempre con sé un'enorme spatola per l'okonomiyaki come arma a due mani e ha una bandoliera di spatole più piccole che usa come proiettili. È forte, agile, veloce, abile e ha una gamma versatile di attacchi. È doppiata in giapponese da Hiromi Tsuru e Kaori Nazuka (serie animata 2024) e in italiano da Francesca Fiorentini (doppiaggio Dynamic Italia) e Emanuela D'Amico (doppiaggio CRC).

### Preside Kuno
Il preside Kuno (九能 校長?, Kunō Kōchō) è il preside del liceo Furinkan ed è padre di Kodachi e Tatewaki Kuno. Lo si riconosce subito dal suo bizzarro aspetto: la caratteristica palma sulla testa, carnagione abbronzata, collana di fiori gialli, camicia e calzoncini in stile hawaiiano, nonché l'ukulele che suona in continuazione. Per quanto riguarda il modo di parlare ha un accento spiccatamente diverso dagli altri personaggi e ama inserire nel discorso parole in inglese. Con Kuno è un padre severo e strambo, mentre con la sua piccola Kocchi si dimostra gentile e amorevole. Dopo un lungo periodo di tempo trascorso alle Hawaii per un corso di aggiornamento, Kuno torna in Giappone e riprende il suo posto da preside della scuola. Cerca di insegnare agli studenti quelle che lui definisce regole di comportamento occidentali e tecniche hawaiane dalle varie applicazioni. Si rende subito disprezzato dagli studenti perché li obbliga a portare particolari acconciature e poiché, pur dando loro la possibilità di evitare le sue imposizioni, lo permette solo a patto di superare prove quasi impossibili e bizzarre. È doppiato in giapponese da Tatsuyuki Jinnai e in italiano da Vittorio Amandola (doppiaggio Dynamic Italia) e Elio Marconato (doppiaggio CRC).

### Hinako Ninomiya
Hinako Ninomiya (二ノ宮 ひな子?, Ninomiya Hinako) è una insegnante dell'Istituto Furinkan, assunta dal Preside Kuno allo scopo di impartire un po' di disciplina ad alcuni studenti particolarmente problematici come Ranma Saotome. Tuttavia l'insegnante ha l'aspetto di una ragazzina, oltre che una certa attitudine a distrarsi facilmente, proprio come se si trattasse di una bambina. La sua abilità di educatrice in realtà consiste nell'assorbire l'energia altrui risucchiandola attraverso una moneta. Nel processo, Hinako muta il proprio aspetto in quello di una donna adulta e prosperosa. Inoltre Hinako può rilasciare l'energia assorbita nella forma di una sfera di energia, con cui può colpire l'avversario. Dopo aver fatto ciò Hinako ritorna al proprio aspetto.
Tale potere è stato "donato" ad Hinako da Happosai, che manipolò i suoi punti di pressione, cambiando il suo metabolismo e rendendola in grado di assorbire le auree altrui. L'unico modo per far perdere ad Hinako il proprio potere è quello di premere nuovamente i cinque punti di pressione della donna una volta al giorno per un mese. Il problema principale, che incontrerà Ranma, nel tentativo di togliere un potere simile all'insegnante, è che due dei punti di pressione sono sul seno, e quindi chi li preme farebbe la figura del pervertito. Dopo aver scoperto che la procedura va ripetuta per un mese, Ranma rinuncerà definitivamente.
Più avanti nella serie, Hinako si innamorerà di Soun Tendo, e farà di tutto per conquistarlo, nonostante l'opposizione di Ranma, Akane e Nabiki. Anche Kasumi si dimostrerà contraria, colpendo il padre in modo che non senta la proposta matrimoniale di Hinako. Nonostante le preoccupazioni delle figlie, tuttavia Soun non sembrerà mai essere troppo interessato a Hinako, pur trattandola sempre con molto rispetto. Nel manga Hinako è un personaggio piuttosto ricorrente nella seconda metà, mentre nell'anime è relegata a due presenze nella serie animata e negli episodi OAV Una professoressa da 5 yen e Akumu! Shunminkō.

## Antagonisti
Quella che segue è una lista dei personaggi antagonisti, inseriti in ordine di apparizione nel manga, che sono stati introdotti come avversari di Ranma e che hanno mantenuto questo ruolo anche nelle poche storie in cui possono essere apparsi successivamente. Rivali come Ryoga, Kuno e Mousse non sono stati inseriti, poiché pur essendo stati introdotti come antagonisti, si sono poi affermati come personaggi comprimari, e in alcuni casi come protagonisti o co-protagonisti di interi archi narrativi.

### Azusa Shiratori
Azusa Shiratori (白鳥 あずさ?, Shiratori Azusa) è una bella ragazza dai capelli mossi, campionessa di pattinaggio ma soffre di una forma di cleptomania che la spinge a prendersi tutto ciò che le piace, a dargli un nome e a portarselo a casa. Azusa forma con il suo compagno di squadra Mikado Sanzenin la cosiddetta "Coppia d'oro" del pattinaggio artistico-marziale del liceo Kol-Khoz. Dopo aver trovato P-chan in una pista di pattinaggio decide di portarlo a casa e di ribattezzarlo Charlotte, motivo per cui si scontra con Akane sfidandola ad una gara di pattinaggio artistico-marziale in coppia, per la proprietà del porcellino. Doppiata in giapponese da Naoko Matsui (serie 1989) e Aoi Yuki (serie 2024) e in italiano da Rossella Acerbo (serie 1989) e Sara Labidi (serie 2024).

### Mikado Sanzenin
Mikado Sanzenin (三千院 帝?, Sanzenin Mikado) è un ragazzo, campione di pattinaggio, apparentemente di buone maniere e dall'aspetto galante. Mikado forma con la sua compagna di squadra Azusa Shiratori la cosiddetta "Coppia d'oro" del pattinaggio artistico-marziale del liceo Kol-Khoz. Attraente e atletico, è anche un dongiovanni molto dotato, arrivando a baciare Ranma ragazza in un'occasione (causando il suo disgusto e la sua indignazione) e (quasi) riuscendo anche con Akane. Nella sua vita di donnaiolo, Mikado ha baciato altre 998 ragazze affascinanti prima di baciare Ranma e pensa soltanto ad arrivare a 1000. Di contro, viene spesso maltrattato dalla viziata Azusa, non curandosi del suo benessere. Dopo aver baciato Ranma trasformato in ragazza viene affrontato da Ranma tornato normale in cerca di vendetta per quel gesto. Ranma è totalmente incapace a pattinare e quindi è molto svantaggiato, inoltre Mikado usa la sua tecnica di combattimento più forte ma, sebbene inizialmente sembri aver vinto, è lui ad uscirne sconfitto dopo essere stato colpito oltre 500 volte. Doppiato in giapponese da Kazuhiko Inoue (serie 1989) e Mamoru Miyano (serie 2024) e in italiano da Francesco Bulckaen (serie 1989) e da Mirko Cannella (serie 2024).

### Hikaru Gosunkugi
Hikaru Gosunkugi (五寸釘 光?, Gosunkugi Hikaru) è uno studente del liceo Furinkan, decisamente impopolare ed anonimo. È nella stessa classe di Ranma, che odia in quanto fidanzato di Akane, benché sia Ranma che Akane siano del tutto all'oscuro dei suoi sentimenti. Non solo: Ranma spesso e volentieri lo salva dai bulli della scuola, mentre Akane si comporta con lui con molta dolcezza. Appare come un ragazzo perennemente affetto da occhiaie molto evidenti e sembra essere anoressico per via della sua faccia rinsecchita e il suo corpo gracile e magrissimo. Ha una passione per i riti woodoo e cerca sempre di punire, soprattutto Ranma per la sua mancanza di rispetto per Akane, coloro che lo infastidiscono martellando una bambola woodoo con un chiodo sul tronco di un albero, ma nel farlo precipitosamente rischia sempre di martellarsi un dito.
Gosunkugi compare spesso nel manga, mentre nell'anime fa la sua prima apparizione soltanto dalla sesta stagione. Il personaggio di Sasuke Sarugakure, il ninja personale della famiglia Kuno, fu introdotto appositamente per prendere il ruolo che nel manga era di Hikaru. Doppiato in giapponese da Issei Futamata e Akira Ishida (serie animata 2024) e in italiano da Marco Vivio.

### Picolet Chardin
Picolet Chardin è un ragazzo di origine francese, residente in Giappone dove suo padre ha aperto un ristorante. La sua famiglia è da secoli maestra nella Lotta a tavola francese, una tecnica che consiste nell'allungare la lingua ed allargare la bocca in un modo spropositato per essere in grado di mangiare senza mani e ad una velocità talmente elevata da non poter essere vista ad occhio nudo. Circa vent'anni prima dell'inizio della serie, Soun e Genma perdettero un incontro al ristorante del padre di Picolet. Non avendo denaro, Soun promise che se avesse avuto delle figlie, una di queste sarebbe andata in sposa a Picolet, il quale si presenta puntalmente vent'anni dopo, reclamando una delle sorelle Tendo come sposa. In quella occasione batte Ranma in una sfida chi mangia più velocemente a scuola riuscendo a ripulire tutte le portate sul tavolo in una velocità impressionante, lasciando gli spettatori impressionati e sbigottiti. Ranma desideroso di vendetta per la perdita dell'incontro, decide allora di proporsi come sposa per Picolet al posto delle ragazze Tendo, sfidandolo di nuovo e infine battendolo, nelle sue sembianze di ragazza, ad un torneo dove il ragazzo col codino contrasterà la sua abilità divoratrice con la Gourmet de fois gras, che consiste nell'intercettare l'avversario mentre sta mangiando e riempendogli il piatto di altro cibo oppure infilarglielo in bocca con la forza.

### Collant Taro
Collant Taro (パンスト太郎?, Pansuto-Tarō) è un giovane artista marziale nato presso le fonti di Jusenkyo. Nel giorno della sua nascita Happosai era in visita in quei luoghi e, in un raro momento di altruismo, aiutò la madre con il nuovo nato; la donna chiese al vecchio di lavarlo, e Happosai lo bagnò in una particolare sorgente di Jusenkyo, la Niuhōmanmaorennīchuan (牛鶴鰻毛人溺泉?, Níuhèmànmáorénnìquán), per questa ragione Taro, se bagnato con acqua fredda, si trasforma in una sorta di gigantesco minotauro con ali da uccello e coda da anguilla. Mentre altri considererebbero la cosa una tragedia, Collant Taro è piuttosto soddisfatto della potenza fisica acquisita dalla metamorfosi. Successivamente, per potenziarsi, si bagna con l'acqua della Fonte in cui è annegato un polpo acquisendo dei tentacoli sulla schiena e la capacita di spruzzare inchiostro dalle dita. A causa del suo potere e aspetto cresce spietato ed egoista. Non sopportando il nome ridicolo con cui proprio Happosai lo ha battezzato sviluppa un profondo rancore nei confronti del vecchio, e in più occasioni cerca di convincerlo a cambiargli nome. La furia di Collant Taro lo porta per una serie di ragioni a prendersela anche con Ranma e gli altri. È doppiato in giapponese da Shinnosuke Furumoto e in italiano da Marco Baroni (doppiaggio Dynamic Italia).

### Mariko Konjo
Mariko Konjo (今条 マリ子?, Konjo Mariko) è il capitano della squadra di cheerleader del liceo Seisyun, solamente che la sua idea di tifo consiste nell'eliminare ogni ostacolo per far sì che la squadra della sua scuola vinca, non esistando a ricorrere ai suoi attrezzi da cheerleader per ostacolare o danneggiare gli avversari. Dopo aver sconfitto ed ostacolato Akane durante uno scontro di pallavolo, Mariko s'innamora di Kuno Tatewaki per il quale comincia a provare un sentimento puro e sincero decidendo di tifare per lui ai campionati interscolatici di kendo ed aiutarlo così a vincere.
Contemporaneamente Mariko viene sfidata da Ranma, deciso a vendicare Akane per il torto fattole subire dalla cheerleader e si ritrova così impiegato (nella sua forma femminile) in una lotta volta dove la vincitrice sarà colei che ha fatto il tifo migliore per Kuno.
Alla fine Mariko sarà battuta da Ranma, il quale ha cominciato a fare il tifo per un misterioso kendoka avversario di Kuno, che si scoprirà essere Akane, e a cui Ranma dirà (inconsapevolmente) di amarla. Nell'anime, questa sarà l'occasione in cui il segreto di Ranma sarà noto a buona parte del liceo Furinkan.

### Herb
Herb (ハーブ?, Hābu) è l'erede al trono dell'impero della dinastia Jako, una tribù antica millequattrocento anni di maestri dell'arte marziale Xiang Xing, basata sulle forme e i movimenti degli animali. La continua ricerca della perfezione nella loro arte marziale e dell'ottenimento della forza e delle caratteristiche degli animali spinse i membri della dinastia Jako a trasformare gli animali in donne, immergendoli nella Nyannīchuan delle sorgenti maledette, per poi procreare con loro figli sempre più potenti. Venuto il tempo per lui di sposarsi, e non avendo mai visto prima una donna a causa del suo ritiro, Herb cattura una scimmia e la getta nella Nyannīchuan per poter sviluppare un minimo di familiarità con l'aspetto femminile prima di incontrare la sua futura sposa, ma rimasto ammaliato dalle grazie della ragazza emersa finisce a sua volta per bagnarsi con l'acqua della Nyannīchuan, trasformandosi in una ragazza. Dopo questo accaduto Herb e i suoi due servitori Lime (ライム?, Raimu) e Mint (ミント?, Minto) viaggiano per tutto il Giappone alla ricerca del Kaishuihu, un oggetto in grado di annullare gli effetti della cascata. Dopo un susseguirsi di peripezie e scontri tra il gruppo di Herb e quello di Ranma, entrambi riescono a sbloccare la loro forma maschile con il ritrovato Kaishuihu. Herb è di carattere arrogante e facile preda dell'ira. Si tratta di un guerriero eccezionale: in quanto erede della famiglia imperiale ha ereditato il sangue del drago, forza e velocità sovrumane, e la capacità di manipolare il ki. Non compare nell'anime, ma è presente nel videogioco Ranma ½: Super Battle dov'è doppiato da Yūsei Oda.

### Ryu Kumon
Ryu Kumon (リュ ウ?, Kumon Ryū) è un combattente di arti marziali specializzato nello Yamasenken. Quando era piccolo, suo padre ricevette in dono da Genma Saotome il segreto della micidiale tecnica dello Yamasenken, per permettergli di risollevarsi dai suoi problemi finanziari. Tuttavia il padre di Ryu utilizzò la micidiale tecnica all'interno della propria palestra distruggendola e morendo. Ryu da allora ha sempre girovagato da solo e senza famiglia, che lo ha portato ad acquisire un carattere cinico e solitario. Approfittando della gentilezza di Nodoka Saotome, Ryu finge di essere suo figlio Ranma per impadronirsi della pergamena contente l'Umisenken - la tecnica gemella dello Yamasenken - custodita proprio dalla madre di Ranma. A seguito di un combattimento fra Ryu e Ranma, Genma rivelerà ai due giovani e ai Tendo che le due tecniche sono state create per poter rubare all'interno delle abitazioni (Genma aveva rivelato al padre di Ryu lo Yamasenken per potergli permettere di "accumulare" un po' di denaro). Successivamente a ciò, Ryu svela il suo inganno a Nodoka, ma sceglie di non rivelare alla donna la vera natura di suo figlio, ma dicendole come il ragazzo sia più vicino a lei di quanto possa credere.

### Rouge
Rouge (ルージュ?, Rūju) è una giovane ragazza apprendista di arti marziali che un giorno durante un allenamento nelle sorgenti maledette di Jusenkyo cadde in una particolare sorgente in cui molti anni prima era annegata una divinità multibraccia indiana di nome Asura e da quel momento Rouge ogni volta che si bagna con l'acqua fredda si trasforma in quella divinità. Rouge segue Collant Taro fino a Nerima dopo che questi le ha rubato un oggetto che lei definisce "la fonte dei suoi poteri" e l'ha accidentalmente vista nuda mentre si faceva il bagno. Giunta a Nerima, Rouge verrà ospitata dalla famiglia Tendo e si scontrerà più volte con Collant per il possesso della fonte dei suoi poteri. Grazie all'intervento di Ranma lo scontro tra i due si conclude con però la distruzione dell'oggetto della contesa. Inizialmente Rouge si dispera per la perdita della fonte dei suoi poteri ma Ranma la rassicura dicendole che è qualcosa di comunemente acquistabile. La fonte dei poteri di Rouge si rivelano così essere dei comuni cerotti magnetici che le occorrono per placare il mal di spalle del quale soffre nella sua forma di Asura. Fatta una scorta a vita dei cerotti Rouge riparte per la Cina.
Rouge è una ragazza carina, timida, scettica, melodrammatica, sensitiva a tal punto di capire immediatamente la sua condizione mentale e fisica. Soprattutto quando è triste è molto suscettibile, violenta e superstiziosa. Crede molto alle tradizioni del suo villaggio come i gruppi di sangue o l'astrologia. Nella sua trasformazione in Asura muta completamente il suo carattere, diventando collerica e sempre pronta alla battaglia.

### Pink e Link
Pink (ピンク?, Pinku) e Link (リンク?, Rinku) sono due sorelle del villaggio cinese delle Amazzoni, rivali di Shampoo sin dall'infanzia ed esperte combattenti con piante e veleni. Pink si autoproclama la "domatrice delle piante velenose", mentre Link "domatrice delle piante medicinali". Sono giunte a Furinkan dalla Cina per vendicarsi di Shampoo eliminandole il "consorte" Ranma.

### Lakkyosai
Lakkyosai, o semplicemente Lucky, come viene chiamato da Happosai, è un vecchio maestro di arti marziali, amico e rivale di Happosai, che dopo essere caduto nelle sorgenti del bambino affogato ha il potere di ringiovanire se bagnato con l'acqua fredda.

### Kunoichi
Le Kunoichi sono una famiglia di ninja donne che gestiscono un sexy bar sperduto tra le montagne. In realtà i quattro componenti della famiglia non sono affatto donne sexy, considerando che l'unica di bell'aspetto si rivelerà poi essere un uomo.

#### Konatsu
Konatsu (小夏?, Konatsu) è un ragazzo eterosessuale che però è stato cresciuto come una ragazza e quindi si comporta come tale. Viene presentata come una fortissima kunoichi quando viene mandata dalla sua matrigna Kotetsu a vendicarsi di Ranma, Genma e Happosai per aver distrutto il loro sexy bar al villaggio delle kunoichi. In seguito la ninja incontrerà Ukyo, alla quale rivelerà tutta la sua triste storia molto simile a quella di Cenerentola e da cui si trasferirà incominciando a lavorare come cameriera, cosa che farà attirare su di lei e Ukyo l'ira di Kotetsu e delle sue figlie che rapiranno Ukyo. Konatsu riuscirà a salvare Ukyo con l'aiuto di Ranma, e in quest'occasione si scoprirà che la kunoichi in realtà è un ragazzo. Dopo questi fatti Konatsu si trasferirà da Ukyo, continuando a lavorare come cameriera (si veste infatti con un kimono da donna). Konatsu è molto sensibile a chi lo tratta con gentilezza, come Ukyo (la quale però ne approfitta facendolo lavorare prima quasi gratis, poi completamente gratis dopo aver scoperto che è un maschio). Gag molto ricorrente è che essendo Konatsu vissuto in povertà fin dall'infanzia considera di lusso cose che per gli altri (soprattutto per Ukyo) sono mediocri o delle schifezze. Inoltre gli manca completamente il senso degli affari, tant'è che a un certo punto vende i suoi speciali petit okonomiyaki a soli 2 yen l'uno.

#### Koume
Koume (小梅?, Koume) è una delle due sorellastre di Konatsu. Di aspetto mostruoso, con due enormi labbra e di corporatura gigantesca, è la più grottesca delle sorelle Kunoichi. Si autodefinisce la numero uno del locale sexy bar. Durante lo scontro con Ranma si traveste da coda di rospo e da scoiattolo volante.

#### Koeda
Koeda (小枝?, Koeda) è una delle due sorellastre di Konatsu. Rispetto a Koume, il suo aspetto è diverso, è di corporatura magrolina e con un viso incavato e cupo con due grosse labbra. Durante lo scontro con Ranma si traveste da kappa e da lepre.

#### Kotetsu
Kotetsu (鋼鉄?, Kōtetsu) è la matrigna di Konatsu e la madre di Koume e Koeda. Definita come una delle donne più brutte del pianeta, non è saputo come abbia fatto a farsi sposare dal bel padre di Konatsu. Gestisce il sexy bar insieme alle figlie. Durante lo scontro con Ranma si travesta da tartaruga marina e da scoiattolo.

### Abitanti del Monte Hooh
Il monte Hooh è una montagna che si trova in Cina, a sud delle sorgenti maledette. Sulla cima è situata una sorgente maledetta in cui sono caduti diversi uccelli e i discendenti di chi è vissuto bevendo l'acqua della fonte iniziarono a nascere con delle ali. Secondo Kima, alcuni abitanti hanno usato le sorgenti maledette del ragazzo e della ragazza affogata per nascondere le loro ali (come ad esempio hanno fatto Koluma e Masala). A detta di Safulan, il loro re "dev'essere in grado di manovrare con la volontà la luce e il calore emanati dal suo corpo come una fenice perché il suo popolo possa passare notte luminosi e inverni temperati".

#### Safulan
Safulan (サフラン?, Safuran) è il sovrano dei guerrieri alati del Monte Hooh, un altopiano della Cina situato a sud delle sorgenti maledette Jusendo sulla cui cima si trova una sorgente maledetta in cui annegarono degli uccelli. Appare la prima volta come un bambino ma, una volta completato il processo di metamorfosi tramite l'acqua di Jusendo, ha l'aspetto di un ragazzo con una lunga chioma e delle zampe da uccello al posto delle mani. Safulan è in grado di emettere sfere di fuoco ed è in grado di rigenerare le sue ali. È armato inoltre del Kinjakan, un bastone che è in grado di emettere calore. Il compito di Safulan una volta diventato adulto dovrebbe essere quello di usare i suoi poteri in cima al monte Hooh per fornire costantemente di luce e calore il suo popolo, creando un ambiente sociale confortevole. La sua metamorfosi però viene interrotta prematuramente dall'intervento di Ranma che rompe il suo uovo facendolo fuoriuscire adulto con le caratteristiche e i poteri della fenice, privo però della capacità di controllarli. Safulan e Ranma si scontrano quindi in una lotta terribile che alla fine verrà vinta da Ranma. Stremato dallo scontro il corpo di Safulan regredisce allo stato di uovo, da cui riemerge come neonato e riportato dai suoi servitori al monte Hooh.

#### Kima
Kima (キマ?) è una guerriera alata del Monte Hooh.

#### Koluma
Koluma (コルマ?, Koruma) è un guerriero alato del Monte Hooh. Insieme a Masala è al servizio della signorina Kima.

#### Masala
Masala (マサラ?, Masara) è un guerriero alato del Monte Hooh. Insieme a Koluma è al servizio della signorina Kima.

#### Tato
Tato è il fedele servitore e maggiordomo di sua maestà Safulan.

## Altri personaggi

### Tsubasa Kurenai
Tsubasa Kurenai (紅 つばさ?, Kurenai Tsubasa) è un ex compagno di classe di Ukyo Kuonji, arriva a Tokyo per sconfiggere Ranma e riavere Ukyo tutta per sé. All'inizio sembra che Tsubasa sia una ragazza e che sia innamorata di Ukyo, perché nella loro vecchia scuola la giovane cuoca faceva finta di essere un ragazzo. Anche dopo che Akane le rivela la verità su Ukyo, Tsubasa non demorde ed ammette di aver sempre saputo che Ukyo era una donna, perché a lui gli uomini non piacciono. Si rivela essere un maschio in verità solo dopo aver combattuto contro Ranma ragazza, che fa notare di essere un uomo anch'esso trasformandosi in seguito ad un bagno nella vasca di acqua calda. Tsubasa è un maniaco del travestimento e utilizza tecniche assurde come passatempo che vanno nel travestirsi da ogni oggetto che gli viene in mente come un albero, una cassetta delle lettere e un bidone della spazzatura ad esempio, sempre nell'ambito di pedinare la sua vittima senza farsi notare, cosa che non riesce mai. È doppiato in giapponese da Eiko Yamada e in italiano da Antonella Baldini (doppiaggio Dynamic Italia), Daniela Caroli (doppiaggio CRC, voce femminile) e Stefano Crescentini (doppiaggio CRC, voce maschile).

### La guida
La guida è un bizzarro personaggio di cui non si conosce il vero nome ed è colui che porta Genma Saotome e Ranma Saotome nelle sorgenti maledette. Durante la storia compare altre volte e, negli ultimi capitoli della serie si scopre che ha anche una figlia di nome Plum, che manderà in Giappone a chiedere aiuto contro gli attacchi degli abitanti del monte Hoo. La guida è vestita con la classica tenuta del Partito Comunista Cinese, la cosiddetta giacca maoista, ed appartiene ad un gruppo di uomini che hanno il compito di custodire Junsenkyo e la sua sorgente, anche se rispetto a questi ultimi si dimostra meno fanatico. Nonostante abbia il compito di avvertire i visitatori del pericolo delle sorgenti, non sempre riesce ad avvisare in tempo i poveretti che vi cadono. Ha un carattere amichevole ed è sempre pronto ad aiutare le persone, anche gli sconosciuti. Come Shampoo la sua origine cinese viene sottolineata facendogli dire molte parole cinesi come Aya o Ni-hao e nell'anime facendolo parlare con accento cinese. In Italia è stato doppiato nei primi episodi da Massimo Gentile, Luciano Marchitiello (doppiaggio CRC) e da Alberto Franco (serie animata 2024).

### Ono Tofu
Il dottor Ono Tofu (小乃東風?, Ono Tōfū) è un bravissimo medico pranoterapeuta, nonché abilissimo maestro di arti marziali, che da anni cura la famiglia Tendo ed in particolare le contusioni che Akane si procura lottando. È una persona saggia e di buon carattere, ed è follemente innamorato di Kasumi, tanto da perdere il lume della ragione appena la vede, causando una fuga di massa di pazienti dal suo studio. È doppiata in giapponese da Yūji Mitsuya e Toshiyuki Morikawa (serie animata 2024) e in italiano da Vittorio Guerrieri (doppiaggio Dynamic Italia), Edoardo Nordio (doppiaggio CRC) e Roberto Fedele (serie animata 2024).

### Daisuke e Hiroshi
Daisuke e Hiroshi sono due compagni di classe di Ranma, che fungono da portavoce per l'intera classe. Sono gli unici compagni che, pur essendo personaggi minori e di sfondo, partecipano direttamente a molte avventure di Ranma e gli altri. Daisuke ha i capelli scuri, mentre Hiroshi ha i capelli chiari, quasi rossicci. Nell'adattamento del 2024 sono stati rinominati Shingo e Kiichi.

### Sentaro Daimonji
Sentaro Daimonji è un nobile rampollo, erede della famiglia Daimonji, maestra da generazioni nell'arte di combattimento della cerimonia del tè. Stanco delle imposizioni di sua nonna, Sentaro decide di trovarsi una moglie e rapisce Ranma nella sua forma femminile, di cui s'innamora al primo colpo. Vive con quattro vecchie signore (di cui una è sua nonna) ed è l'erede della leggendaria tecnica della cerimonia del tè. Come erede della famiglia Daimoji dimostra di essere un tipo raffinato e ben educato, tuttavia è anche molto distratto e fifone. Cerca sempre il momento opportuno per convincere Akane a scappare con lui per sposarlo, e di togliersi Ranma dai piedi, spesso facendolo finire apposta in ogni tipo di guai. Lo stile della sua famiglia si basa sull'uso di attrezzi di taglia normale e sullo spostamento sulle ginocchia, tramite la spinta dei piedi. Tuttavia non sempre le tecniche di Sentaro hanno successo, ciò è dovuto anche al suo carattere molto pauroso.

### Satsuki Miyakoji
Satsuki Miyakoji (Chasky Miyakoji nel doppiaggio CRC) è una giovane ragazza, figlia del fondatore della scuola Miyakoji, l'arte marziale basata sulla cerimonia del tè, e la promessa sposa di Sentaro Daimonji. La ragazza ha vinto il concorso di miss cerimonia del tè 1988. Fortemente innamorata di Sentaro, ma così timida da vergognarsi di incontrarlo, fa spacciare per sé la sua scimmietta domestica Sanae. Infine, la scimmia sarà smascherata, e nonostante la timidezza, Satsuki e Sentaro finiranno per sposarsi.

### Yotaro
Yotaro (陽太郎?, Yōtarō) è un bambino malato che si affeziona a Genma Saotome in versione panda. Genma rimane per un po' di tempo insieme a Yotaro diventando il suo animaletto, soprannominato Kumahatchi. Il piccolo resta sempre a letto perché la sua salute appare molto gracile, tuttavia quando Ranma deciderà di riportare Genma a casa, Yotaro li inseguirà dalla sua villa sul mare fino a Nerima, dimostrando così che i suoi problemi di salute erano dovuti soprattutto alla pigrizia.

### Plum
Plum (プラム?, Puramu) è la giovane figlia della guida delle sorgenti maledette Jusenkyo. Appare per la prima volta nell'ultima saga del manga, quando raggiunge Furinkan per avvertire Ranma e gli altri maledetti dalle sorgenti dell'arrivo dei temibili guerrieri alati del Monte Hooh. Viene incontrata da Ranma, che la salva dalle grinfie di Koluma e Masala, portandola al ristorante di Shampoo. La bambina seguirà Ranma e gli altri in Cina conducendoli fino al Monte Hooh.

### Akari Unryu
Akari Unryū (雲竜 かすみ?, Unryū Akari) è l'ultima discendente di una dinastia di allenatori di "maiali da sumo". Akari ha una passione smodata per i maiali, ed in particolar modo per il suo gigantesco suino di compagnia, il potentissimo Katsunishiki. Suo nonno le disse che soltanto l'uomo che avrebbe battuto in combattimento Katsunishiki avrebbe avuto la possibilità di sposarla. Succede che l'uomo che riesce a sconfiggere Katsunishiki sia Ryoga Hibiki, ed Akari si innamora perdutamente del ragazzo. L'amore di Akari diventa ancora più forte quando scopre che Ryoga a contatto con l'acqua si trasforma in un maialino.

### Shinnosuke
Shinnosuke (真之介?, Shinnosuke) è il guardiano della foresta di Higo, presso Ryugenzawa, popolata da giganteschi animali, che custodisce proteggendo i villaggi vicini insieme al vecchio nonno. Molti anni prima, quando Akane si trovava in vacanza a Ryugenzawa, Shinnosuke la salvò da un ornitorinco gigante. Nel salvarla però rimase ferito e da allora è costretto a bagnarsi regolarmente con l'acqua della vita per non morire. Quando però la fonte dell'acqua della vita si prosciuga per colpa di uno Yamata no Orochi, Akane decide di sdebitarsi aiutandolo, insieme a Ranma, a sconfiggere il gigantesco serpente. Shinnosuke possiede inoltre una pessima memoria, quindi si dimentica ogni cosa dopo pochi minuti.

### Harumaki
Harumaki (春巻き?, Harumaki) è un vecchio uomo, il cui spirito si è staccato dal corpo alla ricerca della donna amata in gioventù. Poiché la donna amata assomigliava molto a Ranma in versione femminile, questi decide di passare una serata con Harumaki, per dare la possibilità al vecchio di ritrovare la serenità.

### Hayato Myojin
Hayato Myojin (明神 隼人?, Myōjin Hayato) è un cuoco abile nel combattimento e nella preparazione dei takoyaki. Il ragazzo in passato era stato sconfitto durante uno scontro con Ukyo e i suoi okonomiyaki, e quindi costretto a portare una maschera a forma di polpo finché non avesse avuto la sua rivincita.

### Yohyo Tsuruyasennen
Yohyo Tsuruyasennen è un nobile rampollo che vive su un'isola dando feste con solo ragazze alla ricerca dell'unica donna che abbia mai amato: una misteriosa fanciulla di cui ricorda solamente la capigliatura col codino.

### Asuka Saginomiya
Asuka Saginomiya, soprannominata il "Giglio bianco", è un'acerrima rivale di Kodachi Kuno. Le due fin da piccole si sfidarono a gara per vedere chi avrebbe preso il fidanzato più bello. Appare per la prima volta nel capitolo 339 del manga: quando vede Ranma, incredibilmente non lo ritiene attraente e affascinante e reputa di aver vinto la sfida.  In questa occasione,  persino Akane acconsente al fidanzato di uscire con Kodachi, per fargli salvare la faccia. 

### Kinnosuke Kashao
Kinnosuke Kashao è un ragazzo alto e affascinante,  unico erede rimasto di una scuola marziale che induce a fare una vita dissoluta senza spendere nemmeno un soldo, facendo finire i conti da pagare sulle spalle dei suoi avversari. Verrà tuttavia sfidato e battuto da Nabiki.

### Yuka e Sayuri
Yuka e Sayuri sono due compagne ed amiche di Akane. Nel remake sono state rinominate Noriko e Tomoyo.

## Animali

### Sanae
Sanae è la scimmietta di Satsuki Miyakoji. A causa della sua timidezza, Satsuki invia la scimmia Sanae a casa Daimonji, facendo credere al promesso sposo Sentaro che la scimmia sia lei stessa. Sentaro non si accorge di niente, ma Ranma e Akane destano subito qualche sospetto.

### Biancanera
Biancanera (白黒?, Shirokuro) è la cagnolina della famiglia Hibiki. Poiché il suo padroncino Ryoga si perde sempre e gli altri membri della famiglia non sono mai a casa, Biancanera è abituata a vivere da sola. Quando diventa madre di cinque cuccioli, decide di andare in TV per farlo sapere a Ryoga.

### Yokai Maomoling
Yokai Maomoling, letteralmente il "fantasma del sonaglio del gatto stregone", noto anche come Bakeneko ("gatto fantasma") o il "gatto che cerca moglie" è uno spirito-gatto alto quasi tre metri, di colore bianco, che porta al collo un grosso sonaglio. In ogni occasione in cui compare nel manga e nell'anime è sempre in cerca di una moglie.

### Katsunishiki
Katsunishiki è il potentissimo maiale da sumo di Akari Unryu, con la quale ha instaurato un rapporto quasi fraterno. Suo nonno le disse che soltanto l'uomo che avrebbe battuto in combattimento Katsunishiki avrebbe avuto la possibilità di sposarla. Succede che l'uomo che riesce a sconfiggere Katsunishiki sia Ryoga Hibiki, ed Akari si innamora perdutamente del ragazzo. Temendo che Ryoga possa non ricambiare il suo amore per via del rapporto speciale che Akari ha con i maiali, si fa picchiare da Katsunishiki per provare disgusto verso i suini, ma senza successo.

### Shussemaru
Shussemaru è un bizzarro cavallo sacro, che non sopporta l'essere ritratto sugli ema votivi perché non di bell'aspetto. Per questo motivo si aggira per il tempio di Ukyo distruggendo tutti gli ema posti dagli studenti che desiderano superare un esame, seminando il panico. Ranma tenterà di domarlo, senza successo, ma verrà sconfitto soltanto da Hinako, che riesce a tramortirlo con l'Happo Goen Satsu.

### Mantenmaru
Mantenmaru è un cinghiale divino allevato nel tempio della famiglia di Ukyo, lo stesso tempio del cavallo Shussemaru. Dopo che il bonzo ha rinunciato a ritrarre il cavallo sugli ema votivi, ha deciso di raffigurarvi sopra il cinghiale Mantenmaru, provocando stavolta l'ira di quest'ultimo.